# Kosovos håndboldlandshold (damer)
Kosovos håndboldlandshold er det kosovanske landshold i håndbold for kvinder som også deltager i internationale håndboldkonkurrencer.
Holdet har endnu ikke deltaget i EM eller VM i håndbold.